# Artesonado
Izraz artesonado izvira iz španščine in pomeni okrasne lesene strope, poslikane, pogosto iz raznobarvnega lesa, kasetirane strope navadno z geometrijskimi vzorci, umetniško oblikovane po navadi s prepletenimi vzorci s poglobljenimi polji, ki so jih uporabljali predvsem v islamski umetnosti in arhitekturi Mudéjar. v španščini pomeni artesón - vdolbina.
Posebno lepe primere je mogoče najti v Alcázarju v Sevilji, Aljafería v Zaragoza, v sinagogi El Transito v Toledu in Tenerifah.